# 安仁神社
安仁神社（あにじんじゃ）は、岡山県岡山市東区西大寺にある神社。式内社（名神大社）、備前国元一宮。旧社格は国幣中社で、現在は神社本庁の別表神社。

## 祭神
現在の祭神は、以下の3柱。
主祭神
- 五瀬命

配神
- 稲氷命
- 御毛沼命

古くは「兄神社」と称していたと伝えられることから、初代天皇の神武天皇の「兄」に当たる五瀬命ほか二神を祭神としたもので、明治時代に定められた。
古文献では当社の祭神については様々な記述がある。社名より平安時代の参議秋篠安仁（あきしののあに）や右近衛大将安倍朝臣安人（あべのあそんやすひと）、和珥氏の祖神であるとするもの、天照大神、五十狭芹彦命（吉備津彦命）、また、単に当地の地主神であるとする説もある。このように諸説あって定められないことから、1870年（明治3年）の『神社明細帳』では「未詳」と書かれている。現在の五瀬命は1875年（明治8年）に安仁神社社務（神職）が作成した『安仁神社御傳記』に初めて現れるが、1925年（大正14年）に社務所が作成した『安仁神社誌』では、やはり定められないとして社名に神をつけた「安仁神」としている。第二次世界大戦後の1952年（昭和27年）に作成された『神社明細帳』で再び五瀬命とされ、現在に至る。

## 歴史
創建の年代は不詳。社伝では、神武東征の際に五瀬命が数年間この地に滞在し、神武天皇が即位の後に五瀬命ら皇兄たちをこの地に祀って「久方宮（ひさかたのみや）」と称したのが起源としている。
国史の初見は『続日本後紀』の841年（承和8年)2月8日条に「安仁神預名神焉（あにのかみみょうじんにあづかる）」とあるもので、平安時代後期に編纂された『延喜式神名帳』では備前国では唯一の名神大社に列せられている。元々は当社が備前国一宮となるはずであったが、939年（天慶2年）における天慶の乱において当社が藤原純友方に味方したため、一宮の地位を朝廷より剥奪されたとされる。その後、備前国一宮の地位は天慶の乱勃発当時に朝廷に味方した備中国の一宮である吉備津神社より御霊代を分祀されて創建した吉備津彦神社（岡山市北区一宮）に移ったと伝えられる。
元々、社殿は背後の宮城山（みやしろやま）の山頂にあったが、1344年（康永3年）に火災で焼失した。その後、備前藩主池田綱政によって現在地である中腹に再建され、備前藩の祈願所となった。
1871年（明治4年）に国幣中社に列せられ、祭典への勅使参向、1926年（大正15年）には皇太子裕仁親王の行啓を仰ぎ、祈年祭・新嘗祭・例大祭には併せて幣帛供進使の参向があった。第二次大戦後は神社本庁所管の神社として別表神社となった。
明治年間、大雨によって本殿後方の法面（のりめん）が崩れた際に弥生時代中期の銅鐸が発見された。この銅鐸については後に京都大学教授の小林行雄によって学会に報告されている。銅鐸は岡山県指定重要文化財に指定され、岡山県立博物館に寄託されている。

## 主な祭事
- 2月11日 寒中禊 （かんちゅうみそぎ）

近在の善男善女を対象とした、宮司を道彦として海中で行う禊。
- 4月・9月 全国講社大祭

当社の氏子地域以外の崇敬者が講社を構成し、春と秋に祭典を催行する。
- 7月11日 夏越（なごし）の祭り

いわゆる他社でいう「夏祭り」に当たる。蘇民将来の故事に基づいて、境内に敷設された茅（ちがや）の輪を３回くぐり持ち帰ることで疫病退散、家内安全を願う。
- 11月下旬 新嘗祭 （にいなめさい）

毎年、天皇によってお手植えされて刈り取られた白米と黒米から作られた神酒が全国の主だった神社に下げられる。当社でも同時に今年出来た作物を案上（机上）に並べて豊作を感謝する神事。祭典終了後、参拝者全員に全ての作物が下げられる。

## 郷土自然保護地域
神社周辺は1974年（昭和49年）12月18日に郷土自然保護地域（安仁神社地域）に指定されている。

## 関連図書
- 安津素彦・梅田義彦編集兼監修者『神道辞典』神社新報社、1968年、4頁
- 白井永二・土岐昌訓編集『神社辞典』東京堂出版、1979年、14頁